# Nötsch im Gailtal
Nötsch im Gailtal (en slovène : Čajna) est une commune (Marktgemeinde) autrichienne du district de Villach-Land en Carinthie.

## Géographie

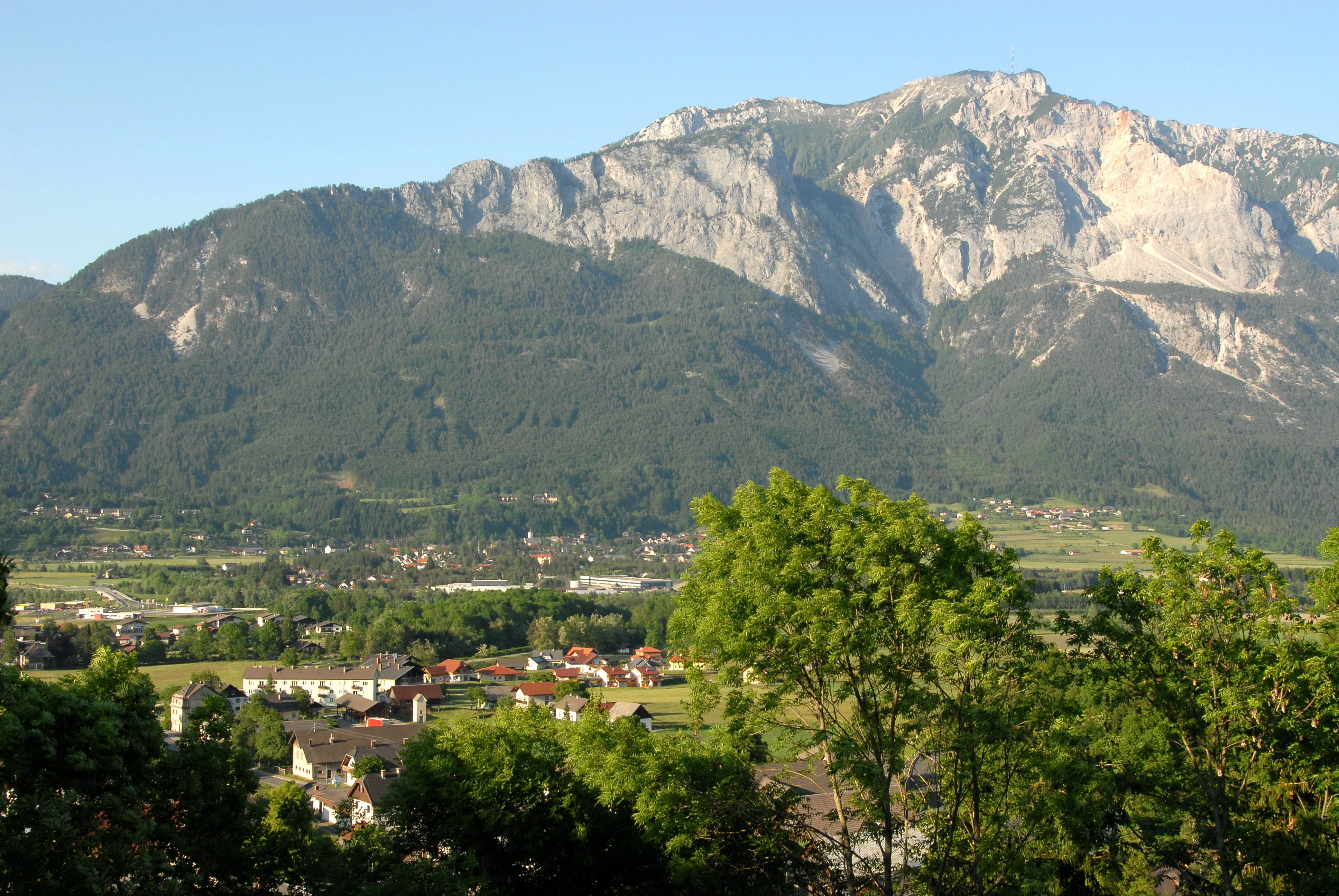
Vue sur la vallée de la Gail.

Le territoire communal s'étend dans la vallée de la Gail, au pied sud du Dobratsch, un massif sur le versant est des Alpes de Gailtal. La zone de montagne et protégée comme parc naturel.
La municipalité comprend les communes cadastrales de Kerschdorf (Črešnje), Saak (Čače) et Sankt Georgen (Šentjurij).

## Histoire
Le lieu fortifié de Lewenburch (« château des Lions ») est mentionné pour la première fois dans un acte de 1253. À cette époque, il appartenait aux domaines de l'évêché de Bamberg au sein du duché de Carinthie. Initialement inféodé aux seigneurs de Rosegg, il a été remis au burgrave Frédéric III de Nuremberg († 1297) qui cependant n'a jamais pu prendre possession de ses fiefs. Les domaines sont passés à Meinhard de Goritz, duc de Carinthie depuis 1286. Après que le duché est venu sous la domination des Habsbourg en 1335, les évêques de Bamberg n'ont pas été en mesure d'accéder au château.

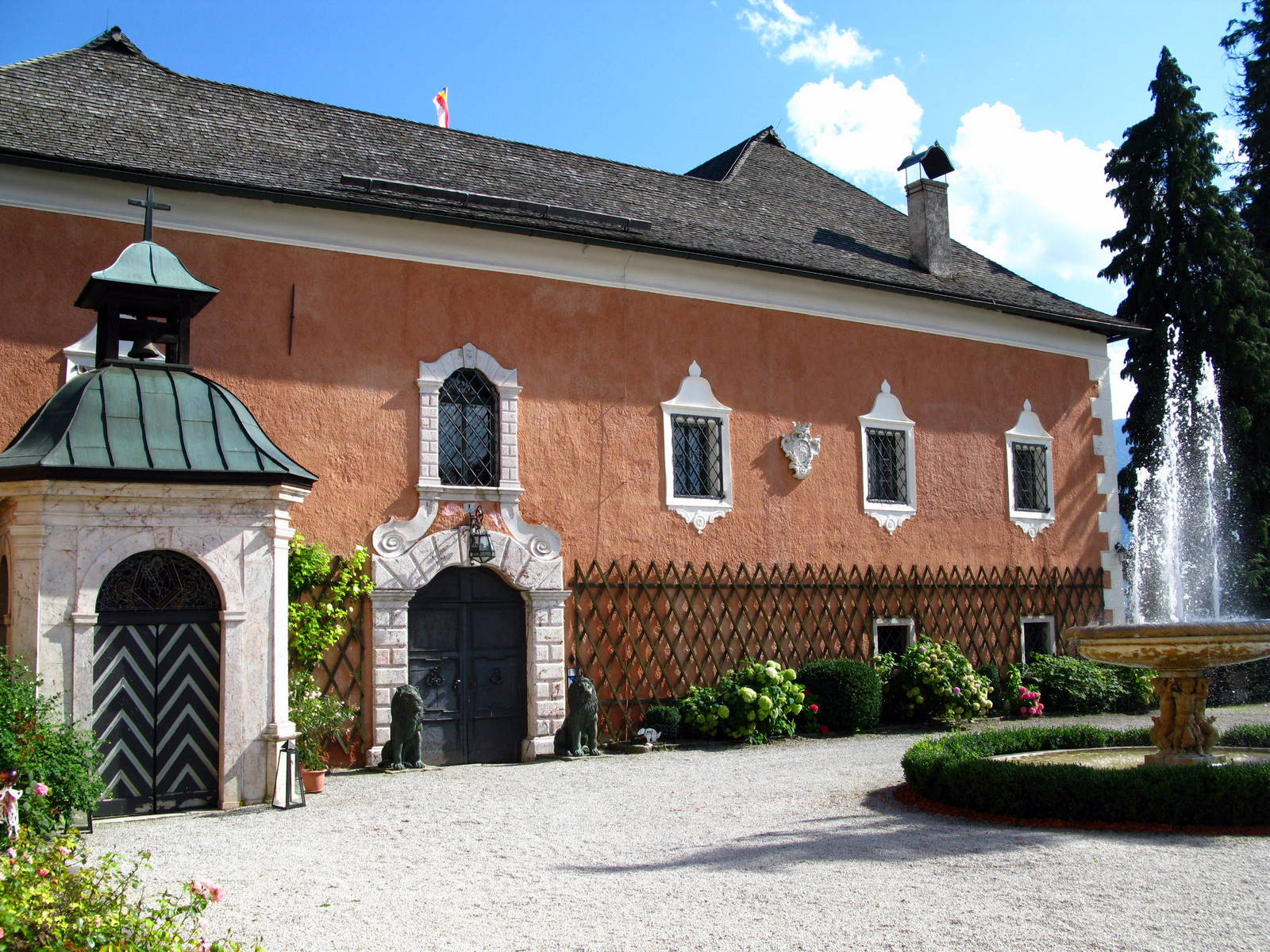
Le château de Wasserleonburg.

En 1348, un fort séisme au Frioul a touché la région, entraînant un éboulement sur les pentes du Dobratsch et des inondations destructrices. Une nouvelle forteresse, le château de Wasserleonburg, a été construit à la fin du XIVe siècle. C'est ici qu'en 1937, l'ancien roi Édouard VIII, duc de Windsor, et son épouse Wallis Simpson passèrent leur lune de miel après le mariage au château de Candé.
Au début du XXe siècle, un groupe artistique (Nötscher Kreis) constitué autour le peintre Anton Kolig (1886-1950) s'installe à Nötsch. Les artistes, anciens élèves de l'académie des beaux-arts de Vienne se rallièrent à l'association Hagenbund en 1911 ; aujourd'hui, un petit musée honore leur œuvre.
La commune fut créée en 1850, elle obtient le statut de Marktgemeinde en 1999.